# Decius termer
Decius termer (latin Thermae Decianae; italienska Terme Deciane) var en badanläggning på Aventinen i Rom, uppförd av kejsar Decius år 249 e.Kr. Termerna var belägna mellan de nutida kyrkorna Santi Bonifacio e Alessio och Santa Prisca; under Piazza del Tempio di Diana (uppkallad efter Dianatemplet) och Casale Torlonia finns rester av termerna. I cortilen till Casale Torlonia bevaras en inskriptionstavla.
Badanläggningens huvudbyggnad var omkring 70 x 35 meter. Caldariet och tepidariet var belägna under Casale Torlonia, medan frigidariet var beläget vid dagens Via Latino Malabranca.

## Bilder
| - Casale Torlonia. - Mosaik med teatermasker. Mosaiken påträffades år 1824 på platsen för Decius termer. Den bevaras numera i Kapitolinska museerna. |

### Webbkällor
- ”Terme Deciane” (på italienska). IMPERIVM ROMANVM. Arkiverad från originalet den 5 mars 2020. https://archive.today/20200305224944/https://www.romanoimpero.com/2015/12/terme-deciane.html. Läst 5 mars 2020.